# Parafia św. Michała Archanioła w Siedlimowie
Parafia św. Michała Archanioła w Siedlimowie jest jedną z 10 parafii w dekanacie strzelińskim.

## Rys historyczny
Pierwsze wzmianki o wsi pochodzą z 1357 r. w dokumencie Kazimierza Wielkiego i określona tam jako własność arcybiskupów gnieźnieńskich. W rękach tychże pozostawała do 1664 roku i następnie przeszła na własność kapituły gnieźnieńskiej. Data powstania parafii trudna do ustalenia. W miejsce drewnianego kościoła zbudowano w 1786 r. staraniem ks. Stanisława Kamińskiego również wybudowano drewniany kościół. Parafia posiada dwa cmentarze jeden z nich znajduje się w Siedlimowie, założony w XIX wieku, a drugi w Jeziorach Wielkich, założony w 1900 roku. W parafii znajduje się jeden kościół pomocniczy pw. NMP Królowej Polski w Jeziorach Wielkich. 

## Zasięg parafii
Miejscowości należące do parafii: Berlinek, Jeziora Wielkie, Kuśnierz, Lenartowo, Nożyczyn, Siedlimowo, Wola Kożuszkowa.